# Keeley Hawes
Keeley Hawes, pseudonimo di Clare Julia Hawes (Paddington, 10 febbraio 1976), è un'attrice ed ex modella britannica.

## Biografia
È nota soprattutto per aver interpretato Zoe Reynolds in Spooks, Alex Drake in Ashes to Ashes e Lady Agnes nel remake del 2010 della serie televisiva Su e giù per le scale. Keeley è nota anche per essere la voce originale di Lara Croft in diversi titoli della serie di videogiochi Tomb Raider.

## Vita privata
Nel 2003 inizia una relazione con l'attore Matthew Macfadyen, conosciuto sul set della serie tv Spooks. La coppia si è sposata nel 2004 e ha avuto due figli: Maggie (2004) e Ralph (2006). Con loro vive anche Myles (2000), il figlio che la Hawes ha avuto da un precedente matrimonio.

## Filmografia parziale

### Cinema
- The Avengers - Agenti speciali (The Avengers), regia di Jeremiah S. Chechik (1998)
- A Cock and Bull Story, regia di Michael Winterbottom (2006)
- Funeral Party (Death at a Funeral), regia di Frank Oz (2007)
- La rapina perfetta (The Bank Job), regia di Roger Donaldson (2008)
- The Adventurer - Il mistero dello scrigno di Mida (The Adventurer: The Curse of the Midas Box), regia di Jonathan Newman (2013)
- High-Rise - La rivolta (High-Rise), regia di Ben Wheatley (2015)
- Il concorso (Misbehaviour), regia di Philippa Lowthorpe (2020)
- Rebecca, regia di Ben Wheatley (2020)
- Scoop, regia di Philip Martin (2024)

### Televisione
- Spooks – serie TV, 22 episodi (2002-2004)
- Miss Marple (Agatha Christie's Marple) – serie TV, episodio 1x04  (2005)
- Ashes to Ashes – serie TV, 24 episodi (2008-2010)
- Su e giù per le scale (Upstairs Downstairs) – serie TV, 9 episodi (2010-2012)
- Doctor Who – serie TV, 1 episodio (2014)
- Il seggio vacante (The Casual Vacancy) - miniserie TV, 3 puntate (2015)
- The Hollow Crown – serie TV, 2 episodi (2016)
- I Durrell - La mia famiglia e altri animali (The Durrells) – serie TV, 26 episodi (2016-2019)
- Inside No. 9 – serie TV, 1 episodio (2017)
- Bodyguard – miniserie TV, 3 puntate (2018)
- It's a Sin – miniserie TV, 5 puntate (2021)
- Finding Alice – serie TV, 6 episodi (2021)
- Il villaggio dei dannati (The Midwich Cuckoos) – serie TV, 7 episodi (2022)
- Crossfire, regia di Tessa Hoffe – miniserie TV (2022)
- Stonehouse, regia di Jon S. Baird – miniserie TV (2023)
- Orphan Black: Echoes – serie TV, 10 episodi (2023-2024)
- Miss Austen, regia di Aisling Walsh – miniserie TV (2025)

## Teatro
- Rocket to the Moon, di Clifford Odets, regia di Angus Jackson. National Theatre di Londra (2011)
- Barking in Essex, di Clive Exton, regia di Harry Burton. Wyndham's Theatre di Londra (2013)

## Doppiatrici italiane
Nelle versioni in italiano delle opere in cui ha recitato, Keeley Hawes è stata doppiata da:
- Giuppy Izzo in Rebecca, I Durrell - La mia famiglia e altri animali, Bodyguard, Il villaggio dei dannati
- Francesca Fiorentini in Funeral Party, Ashes to Ashes, Scoop
- Barbara De Bortoli in La rapina perfetta
- Roberta Pellini in Il concorso
- Claudia Catani in It's a Sin